# 9-borabicyklo(3.3.1)nonan
9-Borabicyklo[3.3.1]nonan, zkráceně 9-BBN, je organická sloučenina boru, používaná v organické chemii jako hydroborační činidlo. Vytváří dimer skrze hydridové můstky, který lze snadno rozdělit za přítomnosti redukovatelných substrátů.

## Příprava a použití
9-BBN se připravuje reakcí cyklookta-1,5-dienu s boranem; rozpouštědlem obvykle bývá diethylether:
Tato látka je také komerčně dostupná jako roztok v tetrahydrofuranu i jako pevná látka.
9-BBN je velmi vhodný pro Suzukiovy reakce.
Vysoká regioselektivita adice 9-BBN na alkeny umožňuje přípravu koncových alkoholů následným oxidačním štěpením pomocí peroxidu vodíku (H2O2) ve vodném roztoku hydroxidu draselného (KOH). Sterické efekty vyvolávané 9-BBN výrazně omezují tvorbu 2-substituovaných izomerů ve srovnání s boranem.